# Georg Joachim von der Wense

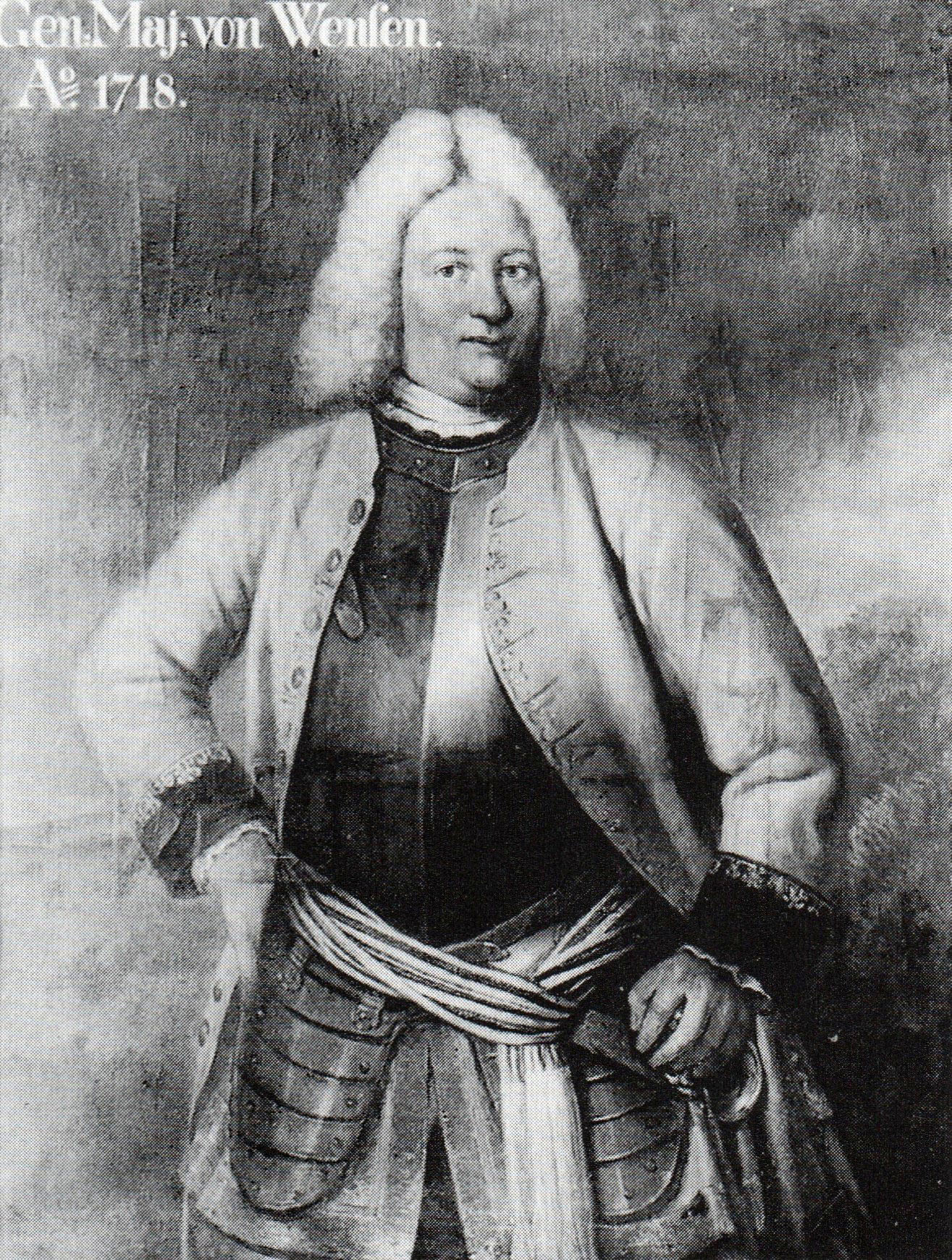
Georg Joachim von der Wense.

Georg Joachim von der Wense (* 6. Dezember 1666 in Hattorf; † 3. August 1725 in Köslin) war ein preußischer Generalmajor, Chef des Dragonerregiments Nr. 1 sowie Erbherr von Hattorf, Mörse und Dedenhausen.

## Leben

### Herkunft
Seine Eltern waren der fürstlich sachsen-merseburgische Hofmarschall und Kammerrat Georg Friedrich von der Wense (* 31. Dezember 1633; † 31. August 1694) und dessen Ehefrau Katharina Ehrengard, geborene von Alvensleben aus dem Haus Erxleben (* Februar 1645; † 1. Oktober 1698).

### Militärlaufbahn
Wense ging 1682 in kaiserliche Dienste und kämpfte in Ungarn. Im Jahr 1692 kam er als Hauptmann des Dragonerregiments „Ansbach“ in Dienste des Kurfürsten von Brandenburg. Er wurde danach Major und am 3. Januar 1700 Oberstleutnant. Am 11. Juni 1705 wurde er Oberst im Dragonerregiment „du Veyne“ und am 6. Juni 1718 Generalmajor. Im Jahr 1719 trat ihm Andreas Reveillas du Veyne das Regiment ab. Wense starb 1725 in Koslin in Pommern.

### Familie
Er war mit Maria Luise von Kalckstein verheiratet und hatte mehrere Kinder, darunter den Sohn Georg Ludwig († nach 1725), Erbherr auf Hattorf und die Tochter Catharina Charlotte († nach 1725).